# Karawanken Autobahn
De Karawanken Autobahn is een Oostenrijkse autosnelweg met het wegnummer A 11. De weg loopt vanaf het knooppunt Villach bij de stad Villach in zuidelijke richting naar de grens met Slovenië die gepasseerd wordt in de Karawankentunnel. De snelweg loopt als A2 door naar Ljubljana. Voor het gebruik van de Karawankentunnel dient aanvullend aan het tolvignet apart tol te worden betaald.
Autobahnen: A1 · A2 · A3 · A4 · A5 · A6 · A7 · A8 · A9 · A10 · A11 · A12 · A13 · A14 · A21 · A22 · A23 · A24 · A25 · A26
Schnellstraßen: S1 · S2 · S3 · S4 · S5 · S6 · S7 · S8 · S10 · S16 · S18 · S31 · S33 · S34 · S35 · S36 · S37